# Pes
Pes (Latijn voor 'voet', mv. pedes) is een Romeinse lengtemaat, 29,6 centimeter, ongeveer gelijk aan een voet.
Een pes is twaalf uncia. Tweeënhalf pes is gelijk aan een gradus.

## Romeinse lengtematen
De meeste Romeinse lengtematen zijn gebaseerd op de pes, de Romeinse voet. De oorspronkelijk Griekse stadium en Keltische leuga werden door de Romeinen gestandariseerd op respectievelijk 625 en 7500 pedes.
| Romeinse maat | Nederlands     | Vergelijkbaar met | Lengte  | Pes      |
| ------------- | -------------- | ----------------- | ------- | -------- |
| Digitus       | Vingerbreedte  |                   | 18,5 mm | 1⁄16 pes |
| Uncia         | Duimbreedte    | Duim              | 24,6 mm | 1⁄12 pes |
| Palmus minor  | Handbreedte    | Palm              | 74 mm   | 1⁄4 pes  |
| Palmus major  | Handlengte     | Palm              | 222 mm  | 3⁄4 pes  |
| Pes           | Voetlengte     | Voet              | 296 mm  | 1 pes    |
| Cubit         | Onderarmlengte | El                | 444 mm  | 1⁄2 pes  |
| Gradus        | Stap           |                   | 0,74 m  | 21⁄2 pes |
| Passus        | Pas            |                   | 1,48 m  | 5 pes    |
| Pertica       | Paal           | Roede             | 2,96 m  | 10 pes   |
| Actus         | Weg            |                   | 35,52 m | 120 pes  |
| Stadium       | Baanlengte     |                   | 185 m   | 625 pes  |
| Milia passuum | 1000 passen    | Mijl              | 1482 m  | 5000 pes |
| Leuga         | 1,5 mijl       |                   | 2223 m  | 7500 pes |